# Vuelo 101 de Sky Airline
El vuelo 101 de Sky Airline fue un vuelo realizado desde la ciudad de Antofagasta a la ciudad de La Serena el 18 de julio de 2012, el cual estuvo involucrado en un serio incidente, sin víctimas fatales.

## Incidente
El vuelo 101, un Boeing 737-200, despegó desde el Aeropuerto Cerro Moreno a las 16:00 hora local. Cuando hacía su aproximación final a la pista 30 del Aeropuerto de La Serena (Chile) los pilotos hicieron correcciones para alinearse con la pista y por un momento perdieron el contacto visual con ésta a menos de 500 pies sobre ella debido al deslumbramiento por el sol, lo que les provocó desorientación espacial, haciendo que la punta del ala derecha impactara la pista ocasionándole daños considerables. El capitán, al percatarse del pronunciado ángulo de inclinación hacia la derecha, efectuó la maniobra de motor y al aire, pero debido a la alta configuración de los flaps y al pronunciado ángulo de ataque, el agitador de palanca (que indica una entrada en pérdida) sonó en la cabina durante unos pocos segundos. Al cabo de unos momentos los pilotos recobraron el control total del avión y lograron nivelarlo, aterrizando en el Aeropuerto Desierto de Atacama en Copiapó.

## Causa
Posterior al incidente, se realizó la investigación correspondiente por parte de la DGAC, tomando declaraciones de ambos pilotos y de la tripulación del vuelo 101 de Sky Airline, además del análisis de las cajas negras. El 10 de enero de 2013 se dio por finalizada la investigación, calificando el incidente como errores de ambos pilotos, por el no cumplimiento con los procedimientos establecidos para una aproximación visual indicados en el manual Airplane Flight Manual, además del error por parte de la tripulación al no realizar el procedimiento de Go-Around a tiempo, aún aproximando desestabilizadamente, lo cual ocasionó que la punta del ala derecha impactara la pista. Como consecuencia de este evento, la empresa realizó una profunda reestructuración de su área operativa y aceleró su plan de renovación de flota.